# Leonhard Reichartinger
Leonhard Reichartinger (†25 de septiembre de 1396, Nicópolis, también conocido como Lionhart Reichhartinger) fue un cruzado de la nobleza bávara, originario de la región de Trostberg, se conoce muy poco sobre él, únicamente por su vasallo Johann Schiltberger, en cuya autobiografía Reisebuch aparece.
Tomó parte en una de las últimas grandes cruzadas de la Edad Media, proclamada por el rey Segismundo de Hungría, la conocida como cruzada de Nicópolis. Finalizó bajo los muros de esa ciudad con una derrota aplastante ante las tropas otomanas del sultán Bayezid y del déspota de Serbia Stefan Lazarević.
En la batalla hubo muchas bajas en el lado cristiano, entre ellas Reichartinger. Schiltberger cuenta como lo rescató en una ocasión cuando cayó de su caballo, tomando él un caballo turco. Esa tarde, al intentar llegar a los buques venecianos en el Danubio junto a otros supervivientes en retirada, Reichartinger murió. Schiltberger permanecería como cautivo de otomanos y mongoles hasta 1426.